# 数值控制

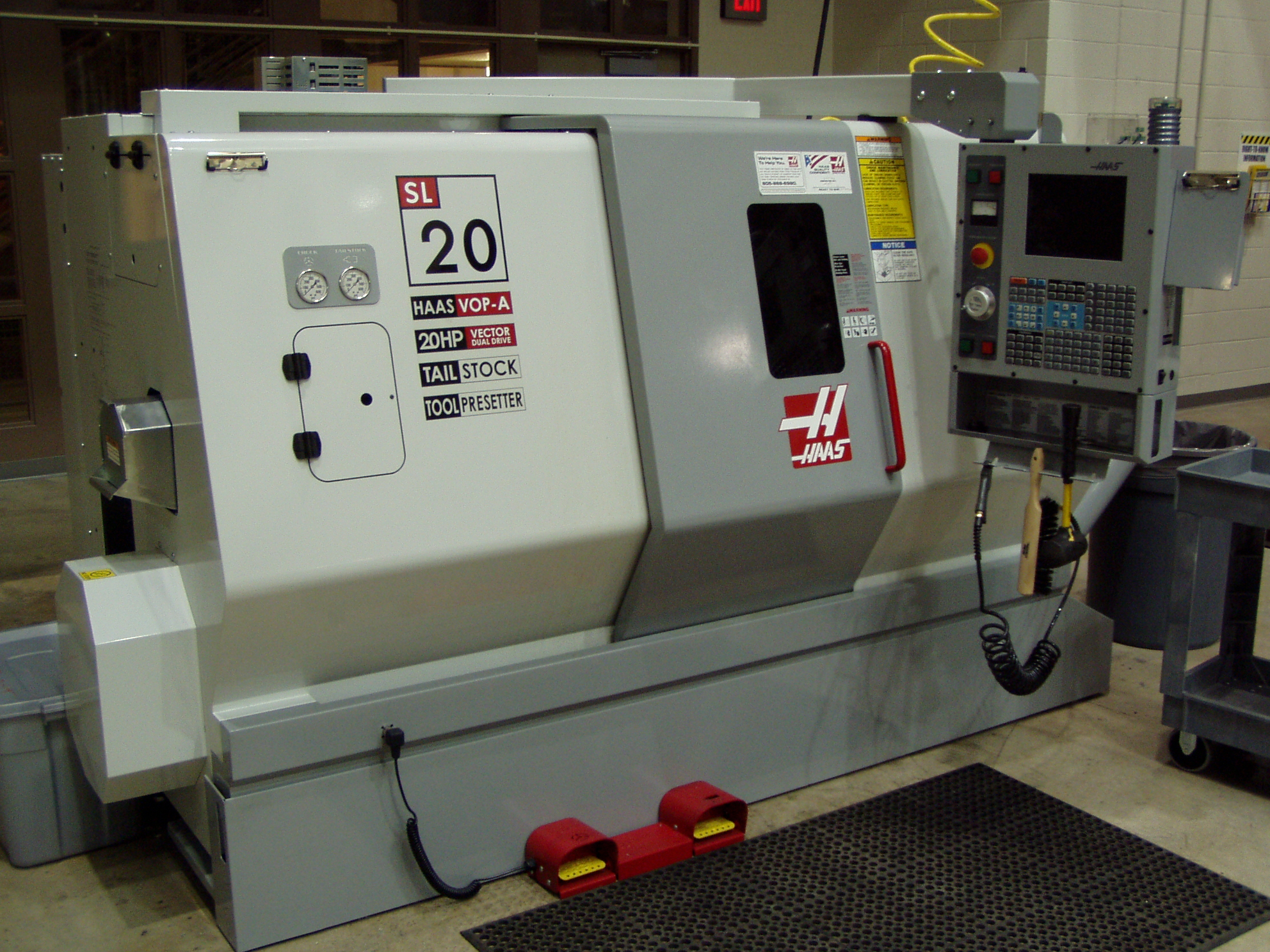
典型数控机床外觀，加工區域位於機台體內

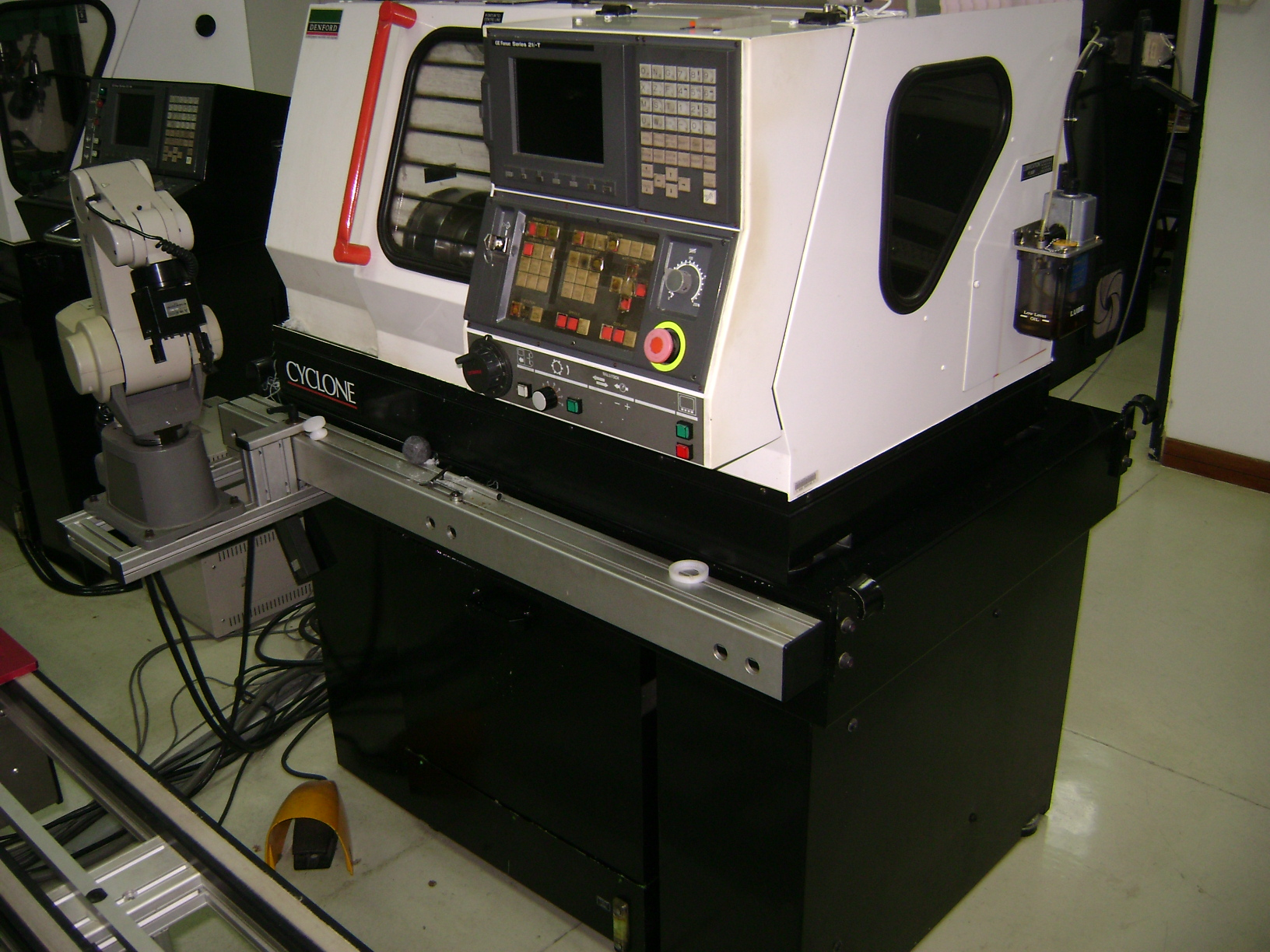
電腦數控車床

電腦數值控制（英語：numerical control, computer numerical control (CNC)，简称数控）是指通过计算机自动控制机械加工工具和3D打印机的行为。一台使用CNC的机器会根据写好的程序，将一块原材料（金属、木头、塑料、陶瓷、复合材料均可），在无需人类干预的情况下完成制造过程。采用數值控制的工具機叫做數控工具機。
在現代的電腦數值控制系統中，工件的設計高度依賴電腦輔助設計及電腦輔助製造等軟體。電腦輔助製造軟體解析設計模型並計算加工過程中的移動指令，透過後處理器將移動指令及其他加工過程中需使用到的輔助指令轉換成數值控制系統可以讀取的格式，之後將後處理器產生的檔案載入電腦數值控制工具機中進行工件加工。
将程式指令輸入數控系統之記憶體後，經由電腦編譯計算，透過位移控制系統，將資訊傳至驅動器以驅動馬達之過程，來切削加工所設計之零件。

## 历史发展

### 數控與電腦數控的歷史
數值控制工作母機的概念起源於1940年代美國。生產直升機螺旋槳時，需要大量的精密加工。當時美國空軍委託機械工程師，滿足此一需求。1947年，John T. Parsons開始使用電腦計算工具機的切削路徑。1949年麻省理工學院接受美國空軍委託，開始根據Parsons公司的概念研究數值控制。
1950年代，第一台數值控制工作母機問世；機械廠為了美國空軍的需求在數位控制系統投入大量努力，特別集中在輪廓切削銑床方面。Parsons公司與麻省理工學院合作，結合數值控制系統與辛辛那提公司的銑床，研發出第一台數控工作母機。1958年，Kearney & Trecker公司成功開發出具自動刀具交換裝置的加工中心機。麻省理工學院也開發出自動編程工具。1959年，日本富士通公司為數值控制做出兩大突破：發明油壓脈衝馬達與代數演算方式脈衝補間迴路。這加快了數值控制的進步。
從1960年到2000年之間，數值控制系統擴展應用到其他金屬加工機，數值控制工作母機也被應用到其他行業。微處理器被應用到數值控制上，大幅提昇功能，此類系統即稱為電腦數值控制。這段期間也出現了快速、多軸的新式工具機。日本成功打破傳統工具機主軸形式，以類似蜘蛛腳的裝置移動工具機主軸，並且以高速控制器控制，是為快速、多軸的工具機。
日本在世界電腦數控工具機發展中完成許多成果。1958年，牧野與富士通兩大公司合作出日本第一部銑床。1959年，富士通公司做出兩大突破：發明油壓脈衝馬達（电液伺服马达）與代數演算方式脈衝補間（插补）迴路。這加快了數值控制的進步。1961年，日立工業完成其第一台加工中心機，並於1964年附加自動刀具交換裝置。1975年開始，Fanuc（中译：发那科，由富士通公司數控部門獨立）公司量產銷售的電腦數控工具機佔下了相當國際市場。近年來日本則成功研發出快速、多軸的工具機。2012年，日本以90亿欧元的成绩继续保持机床出口冠军位置，德国机床以81亿欧元，位居第二。第三、第四和第五分别为意大利，台湾和瑞士。中国位于韩国和美国之后，名列第八，出口额15亿欧元。
值得注意的是，美國雖然工具機產業的規模與德、日、台、瑞、意相較並不大，甚至也無具代表性的工具機品牌，但此主因是美國多數工具機為供應美國本土使用，且多是軍火相關，故出口方面，無論是數量還是技術上，都具有嚴格管制。

### 中国大陆
中国大陆電腦數控发展开始自1958年。1958年2月第一台数控机床在沈阳第一机床厂试制成功。这是一台2轴的车床，由程序配电器控制，由哈尔滨工业大学研制。同年9月第一台真正意义上的数控铣床由清华大学和铣床研究所合作研发完成并在北京第一机床厂试制成功。
2009年武重集团三台数控超重型机床（XK2645型数控龙门移动镗铣床、FB260型数控落地铣镗床和CKX5280型数控双柱立式铣车床）出口英国。
中国目前为世界最大机床生产国，2012年产值为147亿欧元，占全球产值的22%。。

### 台灣
台灣的電腦數控發展始自1974年楊鐵機械開始研究數控車床。
1978至1979，楊鐵機械、大興機械、永進機械、大立機器、聯邦電子等公司都開始銷售數控工具機。至此都是以孔帶指令操作為主。
1980年代初楊鐵機械再推出電腦化數值控制車床、綜合切削中心機等。台灣麗偉電腦股份有限公司成為全台灣唯一的專業生產數控铣床與車床的專業公司.碩誠公司、新訊公司、工研院等機構則成功研製出台灣自製各種數值控制器。
至2001年為止，台灣已能跟進「PC Based」控制器。但無法自製工具機系統中的另外兩大部分：主軸馬達與伺服馬達，多向日本大廠購買。此二部份各佔工具機價格三分之一。
至2011年，台灣「PC Based」控制器廠商，已有代表性的三家以上廠商，智研科技，捷準、寶元數控、與新代，台灣的工具機產業已逐漸朝向自主研發走向，關鍵性的組件不再受日本的限制。
2013年，研華科技集團買下寶元數控。
至2015年為止，新代及研華寶元已經成為亞太地區第一的華人數位控制器品牌，除了經營中國大陆及台灣市場外，也積極拓展歐洲、北美及東南亞地區。

## 構成
現代的電腦數值控制銑床在概念上和1952年由麻省理工學院建造的原始型號差別不大，銑床一般包含一個在X、Y方向上移動的工作台和一個在Z方向上移動的主軸，加工使用的刀具固定在主軸上，工作台和主軸經由馬達驅動以移動刀具的位置。

## 數值控制

### 加工流程
1. 计算机辅助设计。2D或3D的工件或立體圖設計
2. 计算机辅助制造。使用计算机辅助制造軟體生成G代碼
3. 数控机床控制器，讀入G代碼開始加工

### 加工程式
NC程式是數控工具機能解讀的純文字編程語言。產生的檔案是電腦輔助製造保存製造步驟所用的一種數值程式文件。熟悉數值程式的編輯者可直接使用Windows 作業系統內建的記事本進行編輯，編輯完後可另存新檔並改成合適的副檔名即可。
目前可由許多CAM軟體將2D工作圖面直接或間接地轉換為NC檔案，比手寫編程更有效率。
電腦數控程式可分為主程序及副程序（子程序），凡是重覆加工的部份，可用副程序編寫，以簡化主程序的設計。
字元（數值資料）→字語→單節→加工程序。
只要打開Windows作業系統裡的記事本就可編輯電腦數控碼，寫好的電腦數控程式則可用模擬軟體來模擬刀具路徑的正確性。
以下是常用的NC語言格式：
1. Fanuc(.nc)
2. Heidenhain TNC(.hnc)
3. Standard G-code(.nc)
4. Unigraphics files(.cls)
5. APT CLDATA(ASCII)files(.cl)

### 基本機能指令
所謂機能指令是由位址碼（英文字母）及兩個數字所組成，具有某種意義的動作或功能，可分為七大類，即
G機能（準備機能）
M機能（輔助機能）
T機能（刀具機能）
S機能（主軸轉速機能）
F機能（進給率機能）
N機能（單節編號機能）
H/D機能（刀具補正機能）

### FANUC系统指令
G代码（数车指令）：
G00-快速进给
G01-直线切削
G02-顺时针圆弧切削
G03-逆时针圆弧切削
G04-暂停
G10-資料設定
G20-英制输入
G21-公制输入
G32-螺纹加工
G40-取消刀尖半径补正
G41-刀尖半径左补正
G42-刀尖半径右补正
G50-设置工件座標系或主轴最高转速
G70-精切削複合循環
G71-軸向粗切削複合循環
G72-徑向粗切削複合循環
G73-輪廓粗切削複合循環
G74-軸向切槽／鑽孔複合循環
G75-徑向切槽複合循環
G76-螺紋切削複合循環
G90-軸向單一循環
G92-螺紋單一循環
G94-徑向單一循環
G96-设定圆周线速度
G97-設定主軸轉速
G98-分进给方式(mm/min)
G99-转进给方式(mm/r)